# Out of the Woods
Out of the Woods – singel amerykańskiej piosenkarki Taylor Swift wydany jako singel promocyjny z album 1989 w dniu 13 października 2014 roku. Stał się szóstym oficjalnym singlem przesłanym do amerykańskich rozgłośni radiowych 12 stycznia 2016 roku.

## Teledysk
Reżyserią wideo zajął się Joseph Kahn. Jego oficjalna premiera miała miejsce 31 grudnia 2015 roku w programie Dick Clark’s New Year’s Rockin’ Eve with Ryan Seacrest na kanale ABC. Jest to czwarta współpraca Swift z tym reżyserem, który nakręcił także teledyski do „Blank Space”, „Bad Blood” i „Wildest Dreams”. Ujęcia były kręcone w Nowej Zelandii w górach otaczających miasto Queenstown oraz na Bethells Beach.

### Certyfikaty

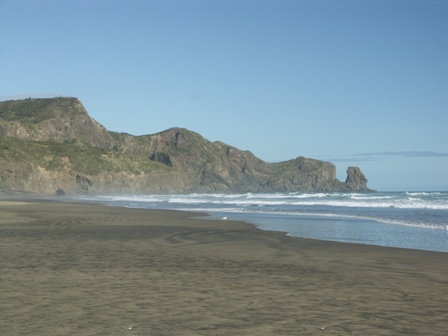
Bethells Beach, plaża pokazana na końcu teledysku

## Notowania i certyfikaty
| Lista (2014–16)                    | Najwyższa pozycja |
| ---------------------------------- | ----------------- |
| Australia (ARIA Charts)            | 19                |
| Austria (Ö3 Austria Top 40)        | 64                |
| Belgia (Ultratop Flandria)         | 18                |
| Dania (Tracklisten)                | 23                |
| Hiszpania (PROMUSICAE)             | 22                |
| Kanada (Canadian Hot 100)          | 8                 |
| Francja (SNEP)                     | 70                |
| Izrael (Media Forest TV airplay)   | 1                 |
| Nowa Zelandia (NZ Top 40 Singles)  | 6                 |
| Węgry (Mahasz)                     | 37                |
| Wielka Brytania (UK Singles Chart) | 136               |
| Stany Zjednoczone (Hot 100)        | 18                |

| Kraj                     | Certyfikat | Sprzedaż |
| ------------------------ | ---------- | -------- |
| Australia (ARIA)         | Złoto      | 35 000+  |
| Kanada (Music Canada)    | Złoto      | 40 000+  |
| Stany Zjednoczone (RIAA) | Złoto      | 500 000+ |

## Historia wydania
| Kraj              | Data                 | Format                 | Wytwórnia   |
| ----------------- | -------------------- | ---------------------- | ----------- |
| Stany Zjednoczone | 14 października 2014 | Digital download       | Big Machine |
| Stany Zjednoczone | 12 stycznia 2016     | Contemporary hit radio | Big Machine |